# Borsodgeszt
Borsodgeszt là một thị trấn thuộc hạt Borsod-Abaúj-Zemplén, Hungary. Thị trấn này có diện tích 15,08 km², dân số năm 2010 là 264 người, mật độ 18 người/km².